# Ferrari 375 Indy
La Ferrari 375 Indy è la vettura con cui la Scuderia Ferrari prese parte alla 500 Miglia di Indianapolis per la prima volta nella sua storia. Essa è direttamente derivata dalla 375 F1.

## Sviluppo

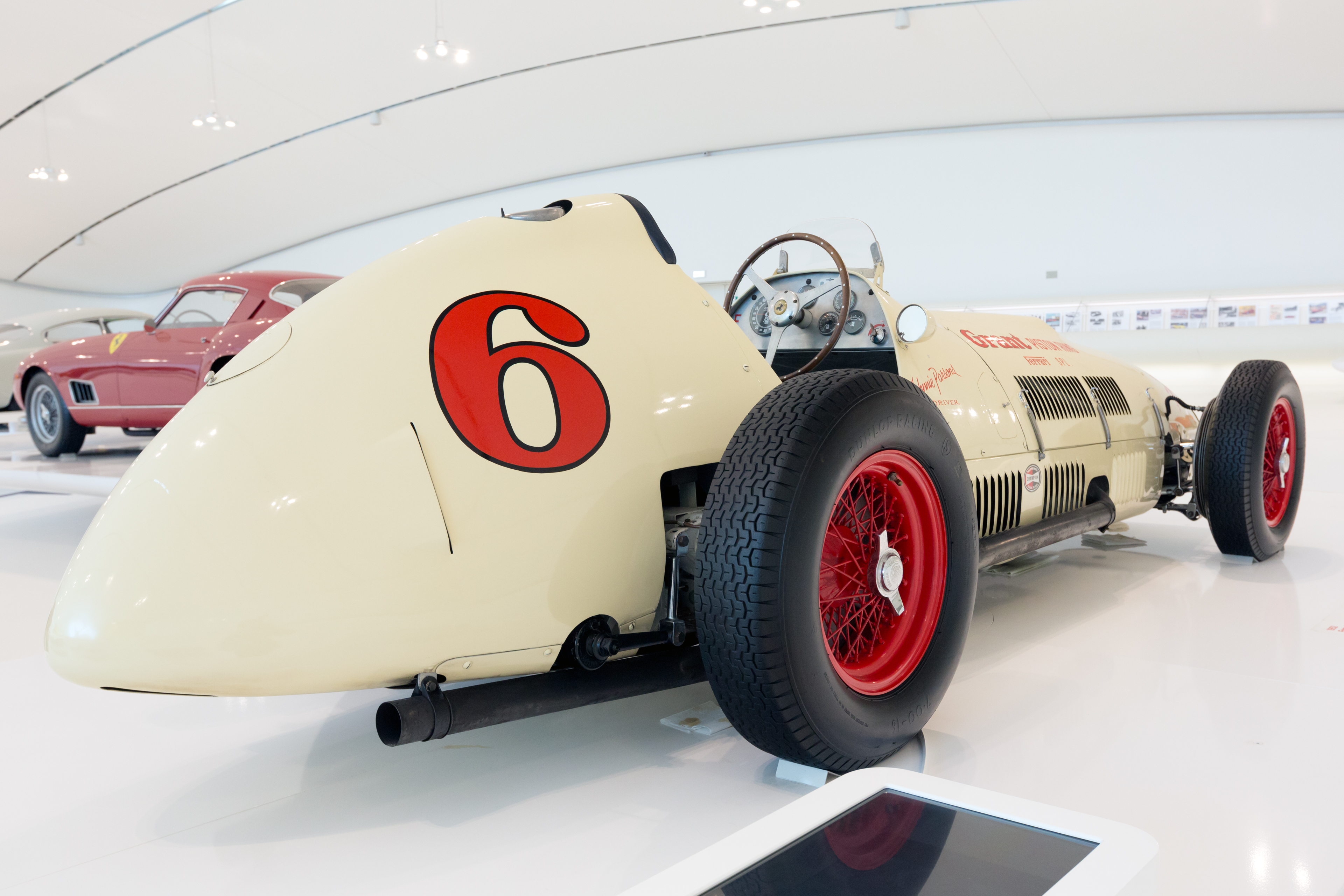
Vista posteriore

Negli anni cinquanta, nonostante fosse disertata in massa dalle scuderie non americane, la 500 Miglia di Indianapolis era comunque una gara valida per il mondiale di Formula 1. Così nel 1952 la Ferrari decise di prendervi parte con la 375 F1 sperando di replicare i successi della Maserati del 1939 e 1940.
Naturalmente la 375 F1 aveva bisogno di opportune modifiche che le permettessero di poter resistere alle sollecitazioni del catino di Indianapolis che avrebbero reso inguidabile e inaffidabile una Formula 1 normale. Il telaio fu quindi modificato nel passo e irrobustito così come le sospensioni che vennero indurite e vennero adottati pneumatici più grandi. Il motore fu portato a 400 CV a 7 500 giri/min grazie alla modifica del rapporto di compressione e all'adozione di nuovi carburatori Weber a quattro corpi. Fu anche modificata la presa d'aria dinamica sul cofano per migliorare l'afflusso d'aria ai carburatori. In questa configurazione divenne quindi la 375 Indy.

## Carriera agonistica

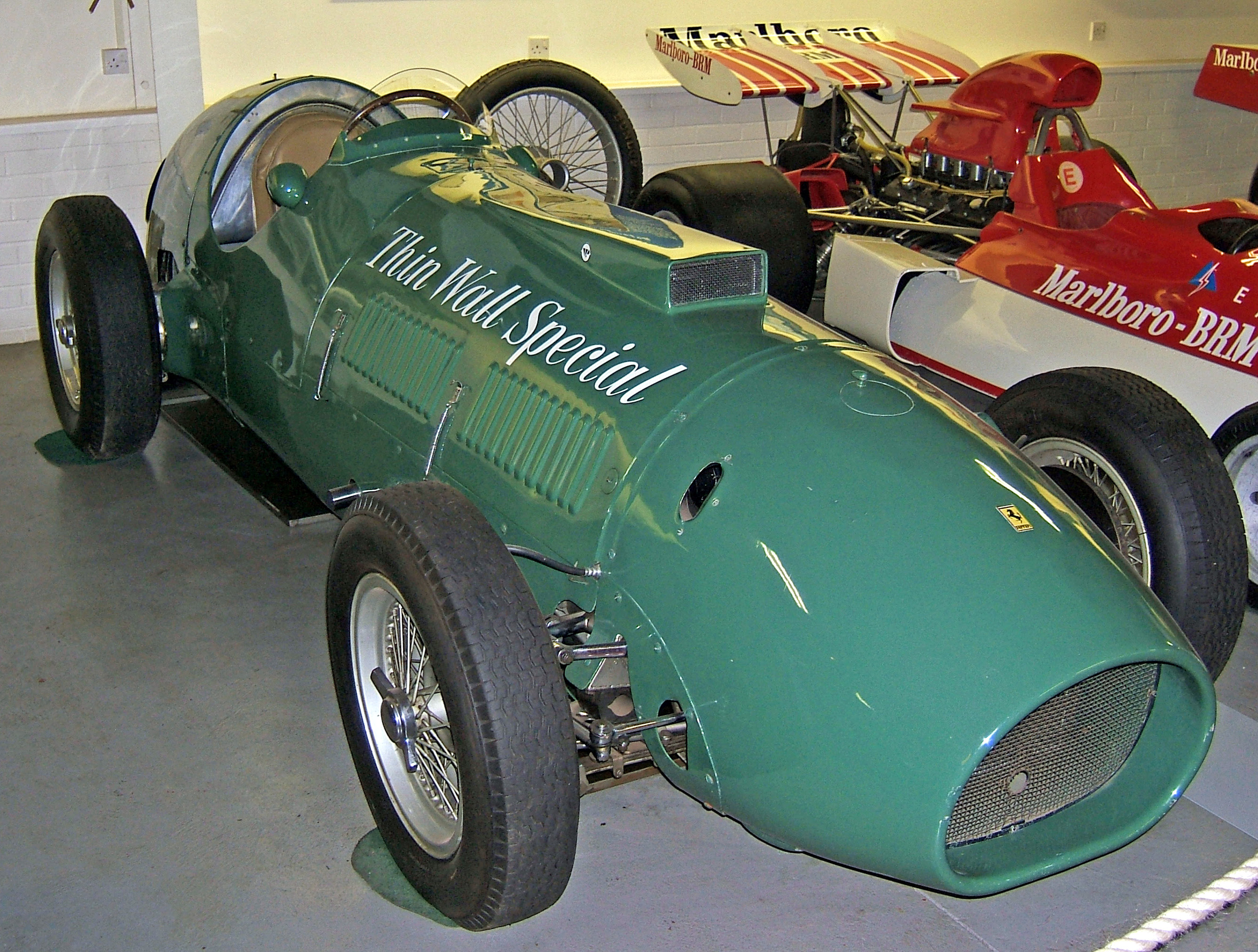
La Thinwall special, realizzata sul telaio di una 375 Indy

La prima apparizione della 375 Indy avvenne al Gran Premio di Torino del 1952 con alla guida Luigi Villoresi che si aggiudicò la gara. A metà maggio circa la 375 Indy venne trasferita negli Stati Uniti dove Ascari cominciò a prendere confidenza con il circuito e fu costretto così a saltare il Gran Premio di Svizzera, primo appuntamento della stagione di Formula 1.
In gara la Ferrari si presentò con quattro vetture: una gestita da Luigi Chinetti e guidata da Ascari e le altre tre affidate a team americani. Una curiosità deriva dal fatto che la vettura di Ascari, non sapendo se la squadra avrebbe partecipato in veste ufficiale, si presentò alle qualifiche con lo scudetto del Cavallino Rampante nascosto sotto del nastro adesivo, che venne poi rimosso in gara.
Sin dalle qualifiche la 375 Indy palesò la sua inadeguatezza alla gara americana e solo Ascari riuscì a qualificarsi, conquistando il 19º posto in griglia. Infatti, nonostante le vetture americane fossero più rozze, erano perfettamente adattate a quel particolare tipo di gara. In gara Ascari si dimostrò comunque all'altezza della situazione, riuscendo a guadagnare qualche posizione nei primi giri, ma fu costretto al ritiro al 40º passaggio a causa della rottura del mozzo di una ruota.
Negli anni successivi la macchina venne elaborata da Luigi Chinetti; la modifica più evidente fu il montaggio di due serbatoi laterali (quello di sinistra conteneva il carburante mentre quello di destra ospitava un radiatore supplementare) che la rendevano simile alla Ferrari 555 F1. Provata da Fred Agabashian e Bobby Ball, la vettura non gareggiò alla 500 Miglia di Indianapolis 1954. Nell'edizione del 1956 venne utilizzata da Johnny Baldwin, iscritto alla gara con la Ferrari Bardahl, che però non si qualificò. In occasione della 500 Miglia di Monza venne iscritta dalla NART per Harry Schell.

## Risultati alla 500 Miglia di Indianapolis
| 1952 | Squadra                       | Gomme | Piloti     | SVI | 500 | BEL | FRA | GBR | GER | OLA | ITA |     | Punti | CMP |
| ---- | ----------------------------- | ----- | ---------- | --- | --- | --- | --- | --- | --- | --- | --- | --- | ----- | --- |
| 1952 | Scuderia Ferrari Kennedy Tank | F     |            |     |     |     |     |     |     |     |     |     |       |     |
| 1952 | Scuderia Ferrari Kennedy Tank | F     | Ascari     |     | 31  |     |     |     |     |     |     |     | 0     | 31° |
| 1952 | Scuderia Ferrari Kennedy Tank | F     | Mauro      |     | NQ  |     |     |     |     |     |     |     | 0     | -   |
| 1954 | Squadra                       | Gomme | Piloti     | ARG | 500 | BEL | FRA | GBR | GER | SVI | ITA | SPA | Punti | CMP |
| 1954 | Scuderia Ferrari Kennedy Tank | F     | Agabashian |     | SP  |     |     |     |     |     |     |     | 0     | -   |
| 1954 | Scuderia Ferrari Kennedy Tank | F     | Ball       |     | SP  |     |     |     |     |     |     |     | 0     | -   |
| 1954 | Scuderia Ferrari Kennedy Tank | F     | Oakes      |     | NQ  |     |     |     |     |     |     |     | 0     | -   |
| 1956 | Squadra                       | Gomme | Piloti     | ARG | MCO | 500 | BEL | FRA | GBR | GER | ITA |     | Punti | CMP |
| 1956 | Ferrari Bardahl               | F     | Baldwin    |     |     | NQ  |     |     |     |     |     |     | 0     | -   |